# Världsmästerskapen i skidskytte 1984
De 1:a Världsmästerskapen i skidskytte för damer avgjordes i Chamonix, Frankrike mellan 29 februari och 3 mars 1984.
Detta år var det olympiska vinterspel, och därför arrangerades inte världsmästerskapen för herrar detta år. Damerna gjorde däremot sitt första världsmästerskap i skidskytte eftersom inget skidskytte för damer anordnades vid olympiska vinterspelen.

## Medaljfördelning
| Placering | Land             | Guld | Silver | Brons | Totalt |
| --------- | ---------------- | ---- | ------ | ----- | ------ |
| 1         | Sovjetunionen    | 3    | 1      | 1     | 5      |
| 2         | Norge            | 0    | 2      | 0     | 2      |
| 3         | Österrike        | 0    | 0      | 1     | 1      |
| 3         | Förenta staterna | 0    | 0      | 1     | 1      |